# Frankie Edgar
Frank James Edgar (Toms River, 16 de outubro de 1981) é um ex-lutador de artes marciais mistas (MMA) estadunidense. Luta no Ultimate Fighting Championship onde é ex-campeão da categoria dos pesos-leves.

## Início no Wrestling
Edgar entrou no meio esportivo através do wrestling na Toms River High School East, vencendo o campeonato estadual de Nova Jérsei por três vezes. Ele continuou lutando na Clarion University of Pennsylvania, onde se qualificou para os nacionais de todos os quatro anos que ficou lá. Edgar também é um treinador adjunto da equipe de wrestling na Rutgers University.

## Carreira no MMA
Edgar entrou em sua primeira luta nas artes marciais mistas com apenas algumas semanas de formação fora do seu histórico de wrestling. Edgar originalmente treinou com Rob Guarino da Rhino Fight Team, mas hoje ele faz parte da equipe de Renzo Gracie em Hamilton, Nova Jérsei.
Edgar conseguiu cinco vitórias consecutivas, antes de tentar participar da primeira temporada do The Ultimate Fighter. Edgar fez uma demonstração para Dana White e Joe Silva, mas não foi selecionado para participar do reality show. No entanto, um mês depois o UFC convocou Edgar para lutar contra o invicto Tyson Griffin no UFC 67. No combate, Edgar conseguiu impor seu jogo dominando Griffin durante a luta. No último round Griffin chegou a encaixar uma chave de joelho em Edgar que se recusou a bater e conseguiu resistir até o final do round. Edgar acabou vencendo por decisão unânime e levando o prêmio de "Luta da Noite". Edgar voltou a lutar no UFC 73 onde venceu por nocaute técnico Mark Bocek. Ele fez sua estréia no card principal do UFC 78 contra o veterano Spencer Fisher em uma luta bem controlada, Edgar venceu por decisão unânime.
Edgar sofreu sua primeira derrota no UFC Fight Night 13 contra o também invicto Gray Maynard. Embora sendo o azarão, Maynard usou seu tamanho e habilidade para dominar o wrestling de Edgar e conseguir várias quedas, Maynard venceu Edgar por decisão unânime. Edgar recuperou-se com outra "Luta da Noite" contra o Hermes França no UFC: Silva vs. Irvin. A luta foi bem movimentada com trocação intensa, porém Edgar conseguiu impor seu jogo de wrestling e acabou vencendo por decisão unânime. Edgar, em seguida, derrotou o ex-campeão dos leves do UFC Sean Sherk, visando a maior força física e as excelentes credenciais de wrestling de Sherk, Edgar optou por usar a velocidade de seu boxe, e com um desempenho perfeito derrotou Sherk por decisão unânime. Após a vitória Edgar chegou a pedir uma revanche contra Maynard. Edgar enfrentaria Kurt Pellegrino em 5 de dezembro de 2009 no The Ultimate Fighter 10 Finale, mas Pellegrino foi forçado a se retirar devido a uma lesão. Assim, Matt Veach substituiu Pellegrino, combate que terminou com a vitória de Edgar por finalização com um mata-leão aos 2:22 do segundo round.

### Cinturão do Pesos Leves do UFC
Após B.J. Penn destruir Diego Sanchez no UFC 107, todos apontava Gray Maynard como o próximo desafiante ao cinturão, porém, em uma conversa entre Dana White e Joe Silva, foi decidido que Edgar teria a chance de enfrentar Penn no UFC 112, naquele que seria o primeiro UFC a ser disputado em Abu Dhabi, Emirados Árabes na Yas Island. Como Penn era considerado com um adversário quase impossivel de derrubar, Edgar decidiu estratégicamente usar seu boxe rápido, no primeiro round Edgar pareceu sentir a pressão de enfrentar o campeão, e apesar de tomar a iniciativa não era eficaz nos golpes. No segundo round, Edgar parece que havia encontrado a distância conseguiu conectar bons golpes porém Penn estava certeiro nos contra-ataques. No rounds seguintes, Edgar continuou a acerta bons golpes, enquanto os contra-ataques de Penn estavam perdendo a eficácia. No final da luta, ficou aos árbitros avaliarem a luta e por decisão unânime (50-45, 49-46 e 48-47), Edgar se tornou o novo campeão dos Pesos Leves do UFC.
A luta no UFC 112 foi considerada tão parelha, que pela primeira vez no UFC, a primeira defesa de um novo campeão seria uma revanche. Edgar iria defender seu cinturão pela primeira vez em uma revanche contra Penn em 28 de agosto de 2010 no UFC 118. Diferentemente da primeira luta, Edgar entrou no combate completamente focado e relaxado, e combinando com maestria golpes com quedas, dominou todos os rounds e venceu por decisão unânime (50-45).

### Superação em empate polêmico
Edgar enfim teve sua revanche contra Gray Maynard, que venceu Kenny Florian e obteve a vaga de desafiante número 1 ao cinturão dos Pesos Leves no dia 1 de janeiro de 2011 no UFC 125, e o vencedor dessa luta seria responsável a lutar contra Anthony Pettis na super luta pela unificação dos cinturões dos Pesos Leves do UFC com do WEC. O combate começou bem acelerado pelos dois lutadores, porém no meio do primeiro round Maynard acertou um cruzado de esquerda que levou Edgar a lona, tentando se manter vivo no combate o campeão rapidamente se levantou, e tentou se defender dos inúmeros golpes de Maynard, se desequilibrando novamente Edgar tentou pegar uma perna de Maynard para tentar derrubar o desafiante, porém recebeu dois fortes uppers que o fizeram ir a lona novamente, para sobreviver no combate Edgar ainda tonto no chão agarrou uma perna de Maynard que continuava a acertar vários golpes, e enfim o round se encerrou, o grande destaque do incrível primeiro foi: a garra do campeão em resistir, a explosão de golpes de Maynard e excelente atuação do árbitro Yves Lavigne em não parar o combate. No segundo round, tentando uma recuperação Edgar usou a velocidade do seu boxe para ditar a seqüência do round,no meio do assalto Edgar acertou um forte direto de cortou o supercílio do desafiante, no final Edgar ainda conseguiu uma queda, Maynard nesse round pareceu bem exausto já que tinha acertado vários golpes no 1º round. No intervalo para o 3º round, Randy Couture apareceu no corner de Maynard, e em tom forte disse a Maynard que Edgar poderia ainda reverter o resultado da luta, então era fundamental que ele vencesse esse 3º round. Seguindo as ordens, Maynard foi mais presente do 3º round conseguindo derrubar Edgar por duas vezes e ainda novamente acertou um forte cruzado de esquerda, Edgar ainda assim manteve bem na trocação com seu boxe rápido. No 4º round, Edgar vou determinado a comandar o combate, conseguindo ser mais agressivo Edgar derrubou Maynard e encaixou uma guilhotina que com muito custo o desafiante conseguiu escapar. No último round, via-se Maynard cansado fisicamente e Edgar ainda zonzo devido ao massacre do primeiro round, o round foi muito parelho com Maynard acertando novamente Edgar com um cruzado de esquerda, e Edgar respondendo com vários jabs de encontro, no final do round Maynard tentou por 3 vezes derrubar Edgar que se defendeu muito bem. Com o final do combate a luta foi para decisão dos juízes que marcaram: 48-46 Maynard, 48-46 Edgar e 47-47, fazendo o combate terminar em empate sob som de fortes vaias. Na entrevista pós-combate, Edgar disse que não se lembrava o que tinha acontecido no primeiro round, enquanto Maynard reclamou do juízes deu vitória para Edgar já que ele achava que o primeiro round ele havia vencido por claros 10-8 e no terceiro round ele havia vencido com duas quedas.
Na coletiva após o evento os donos do UFC pediram que o presidente Dana White afirmasse que haveria uma terceira luta entre esse dois lutadores para o primeiro semestre de 2011.

### Edgar vs. Maynard 3
Os dois lutadores assinaram um novo combate para o UFC 136 em 08 de outubro de 2011. No primeiro round do combate, ambos começaram se estudando. Edgar tentou logo de início segurar a perna de Maynard, mas este conseguiu se desvencilhar do golpe. Por volta de 1:40 do round, Edgar buscou levar seu oponente ao solo, imprensando-o contra a grade, mas Maynard se soltou e, depois de um ótimo upper, partiu para cima do campeão, aplicando uma série de golpes que o fizeram balançar. A 3:30, Maynard aplicou um ótimo knockdown, revezando chutes e socos que provocaram um 'estrago' no rosto de Edgar. Nos dois rounds seguintes, Maynard diminuiu sua intensidade, ao que Edgar foi pouco a pouco tomando a iniciativa da luta, ainda que com pouca agressividade. No quarto round, o confronto começou exatamente como terminou o terceiro, com o domínio das ações por parte de Edgar. Até que Edgar encontrou espaço para um upper, que fez Maynard balançar. Sem qualquer piedade, o campeão passou a castigar Maynard, provocando a intervenção do árbitro. Com a vitória, Edgar continuou com o cinturão da categoria peso leve.

### Perda do Cinturão
Edgar perdeu o titulo dos pesos leves para Ben Henderson, no dia 25 de fevereiro de 2012, perdendo a luta por decisão unânime.

### Revanche contra Henderson
Edgar fez a revanche contra Ben Henderson na tentativa de recuperar o Cinturão dos Leves no dia 11 de agosto de 2012 no UFC 150. Ele foi derrotado após cinco rounds por decisão dividida (46-49, 48-47, 48-47).

### Descida para o Peso-Pena
Edgar desceu de peso e enfrentaria o campeão José Aldo no dia 13 de outubro de 2012 no UFC 153, substituíndo o lesionado Erik Koch. Porém Aldo se lesionou e Edgar foi retirado do card.
Edgar finalmente enfrentou Aldo no dia 2 de fevereiro de 2013 no UFC 156 pelo Cinturão Peso Pena do UFC. Ele foi derrotado por decisão unânime.
Edgar enfrentou Charles Oliveira em 6 de julho de 2013 no UFC 162 e venceu por decisão unânime.

### Técnico do TUF 19
O Ultimate Fighting Championship divulgou os treinadores da 19ª temporada do The Ultimate Fighter. Os escolhidos foram Frankie Edgar e BJ Penn, que comandaram as equipes na próxima edição do reality show nos EUA e se enfrentaram nas finais do programa em 6 de julho de 2014. Edgar venceu por nocaute técnico no terceiro round.
Edgar enfrentou Cub Swanson em 22 de Novembro de 2014 no UFC Fight Night: Edgar vs. Swanson, ele venceu por finalização no quinto round com uma chave de cervical. Sua performance lhe rendeu o prêmio de Performance da Noite.
Edgar enfrentou o ex-Campeão Peso Pena do WEC & desafiante ao Cinturão Peso Galo do UFC, o retornante da categoria dos penas Urijah Faber. Ele venceu por decisão unânime.
Edgar enfrentou Chad Mendes em 11 de Dezembro de 2015 no TUF 22 Finale. Ele venceu a luta por nocaute ainda no primeiro round.

## Cartel no MMA
| Cartel no MMA   |             |             |
| 36 lutas        | 24 vitórias | 11 derrotas |
| Por nocaute     | 7           | 5           |
| Por finalização | 4           | 0           |
| Por decisão     | 13          | 6           |
| Empates         | 1           | 1           |

| Res.    | Cartel  | Oponente               | Método                               | Evento                                       | Data       | Round | Tempo | Local                      | Notas |
| ------- | ------- | ---------------------- | ------------------------------------ | -------------------------------------------- | ---------- | ----- | ----- | -------------------------- | --- |
| Derrota | 24-11-1 | Chris Gutiérrez        | Nocaute (joelhada)                   | UFC 281: Adesanya vs. Pereira                | 12/11/2022 | 1     | 2:01  | Nova Iorque, Nova Iorque   | |
| Derrota | 24-10-1 | Marlon Vera            | Nocaute (chute frontal)              | UFC 268: Usman vs. Covington 2               | 06/11/2021 | 3     | 3:50  | Nova Iorque                | |
| Derrota | 24-9-1  | Cory Sandhagen         | Nocaute (joelhada voadora)           | UFC Fight Night: Overeem vs. Volkov          | 06/02/2021 | 1     | 0:28  | Las Vegas, Nevada          | |
| Vitória | 24-8-1  | Pedro Munhoz           | Decisão (dividida)                   | UFC on ESPN: Munhoz vs. Edgar                | 22/08/2020 | 5     | 5:00  | Las Vegas, Nevada          | Estreia nos Galos; Luta da Noite.                                                                                      |
| Derrota | 23-8-1  | Chan Sung Jung         | Nocaute Técnico (socos)              | UFC Fight Night: Edgar vs. The Korean Zombie | 21/12/2019 | 1     | 3:18  | Busan                      | |
| Derrota | 23-7-1  | Max Holloway           | Decisão (unânime)                    | UFC 240: Holloway vs. Edgar                  | 27/07/2019 | 5     | 5:00  | Alberta                    | Pelo Cinturão Peso Pena do UFC.                                                                                        |
| Vitória | 23-6-1  | Cub Swanson            | Decisão (unânime)                    | UFC Fight Night: Barboza vs. Lee             | 21/04/2018 | 3     | 5:00  | Atlantic City, Nova Jersey | |
| Derrota | 22-6-1  | Brian Ortega           | Nocaute (soco)                       | UFC 222: Cyborg vs. Kunitskaya               | 03/03/2018 | 1     | 4:44  | Las Vegas, Nevada          | |
| Vitória | 22-5-1  | Yair Rodriguez         | Nocaute Técnico (interrupção médica) | UFC: 211: Miocic vs. Dos Santos II           | 13/05/2017 | 2     | 5:00  | Dallas, Texas              | |
| Vitória | 21-5-1  | Jeremy Stephens        | Decisão (unânime)                    | UFC: 205: Alvarez vs. McGregor               | 12/11/2016 | 3     | 5:00  | Nova York, Nova York       | |
| Derrota | 20-5-1  | José Aldo              | Decisão (unânime)                    | UFC 200: Tate vs. Nunes                      | 09/07/2016 | 5     | 5:00  | Las Vegas, Nevada          | Pelo Cinturão Peso Pena Interino do UFC.                                                                               |
| Vitoria | 20-4-1  | Chad Mendes            | Nocaute (soco)                       | TUF 22 Finale                                | 11/12/2015 | 1     | 2:28  | Las Vegas, Nevada          | Performance da Noite.                                                                                                  |
| Vitória | 19-4-1  | Urijah Faber           | Decisão (unânime)                    | UFC Fight Night: Edgar vs. Faber             | 16/05/2015 | 5     | 5:00  | Manila                     | |
| Vitória | 18-4-1  | Cub Swanson            | Finalização (pressão de pescoço)     | UFC Fight Night: Edgar vs. Swanson           | 22/11/2014 | 5     | 4:56  | Austin, Texas              | Performance da Noite.                                                                                                  |
| Vitória | 17-4-1  | B.J. Penn              | Nocaute Técnico (socos)              | The Ultimate Fighter 19 Finale               | 06/07/2014 | 3     | 4:16  | Las Vegas, Nevada          | |
| Vitória | 16-4-1  | Charles Oliveira       | Decisão (unânime)                    | UFC 162: Silva vs. Weidman                   | 06/07/2013 | 3     | 5:00  | Las Vegas, Nevada          | Luta da Noite. |
| Derrota | 15-4-1  | José Aldo              | Decisão (unânime)                    | UFC 156: Aldo vs. Edgar                      | 02/02/2013 | 5     | 5:00  | Las Vegas, Nevada          | Estreia no Peso Pena; Pelo Cinturão Peso Pena do UFC; Luta da Noite                                                    |
| Derrota | 15-3-1  | Ben Henderson          | Decisão (dividida)                   | UFC 150: Henderson vs. Edgar II              | 11/08/2012 | 5     | 5:00  | Denver, Colorado           | Pelo Cinturão Peso Leve do UFC.                                                                                        |
| Derrota | 15-2-1  | Ben Henderson          | Decisão (unânime)                    | UFC 144: Edgar vs. Henderson                 | 26/02/2012 | 5     | 5:00  | Saitama                    | Perdeu o Cinturão Peso Leve do UFC; Luta da Noite.                                                                     |
| Vitória | 15-1-1  | Gray Maynard           | Nocaute (socos)                      | UFC 136: Edgar vs. Maynard III               | 08/10/2011 | 4     | 3:54  | Houston, Texas             | Defendeu o Cinturão Peso Leve do UFC; Nocaute da Noite; Igualou o recorde de defesas do Cinturão Peso Leve do UFC (3). |
| Empate  | 14-1-1  | Gray Maynard           | Empate (dividido)                    | UFC 125: Resolution                          | 01/01/2011 | 5     | 5:00  | Las Vegas, Nevada          | Defendeu o Cinturão Peso Leve do UFC; Luta da Noite; Luta do Ano (2011).                                               |
| Vitória | 14-1    | B.J. Penn              | Decisão (unânime)                    | UFC 118: Edgar vs. Penn II                   | 28/08/2010 | 5     | 5:00  | Boston, Massachusetts      | Defendeu o Cinturão Peso Leve do UFC.                                                                                  |
| Vitória | 13-1    | B.J. Penn              | Decisão (unânime)                    | UFC 112: Invincible                          | 10/04/2010 | 5     | 5:00  | Abu Dhabi                  | Ganhou o Cinturão Peso Leve do UFC.                                                                                    |
| Vitória | 12-1    | Matt Veach             | Finalização (mata leão)              | The Ultimate Fighter 10 Finale               | 05/12/2009 | 2     | 2:22  | Las Vegas, Nevada          | Luta da Noite. |
| Vitória | 11-1    | Sean Sherk             | Decisão (unânime)                    | UFC 98: Evans vs. Machida                    | 23/05/2009 | 3     | 5:00  | Las Vegas, Nevada          | |
| Vitória | 10-1    | Hermes França          | Decisão (unânime)                    | UFC Fight Night: Silva vs. Irvin             | 19/07/2008 | 3     | 5:00  | Las Vegas, Nevada          | Luta da Noite. |
| Derrota | 9-1     | Gray Maynard           | Decisão (unânime)                    | UFC Fight Night: Florian vs. Lauzon          | 02/04/2008 | 3     | 5:00  | Broomfield, Colorado       | |
| Vitória | 9-0     | Spencer Fisher         | Decisão (unânime)                    | UFC 78: Validation                           | 17/11/2007 | 3     | 5:00  | Newark, Nova Jersey        | |
| Vitória | 8-0     | Mark Bocek             | Nocaute Técnico (socos)              | UFC 73: Stacked                              | 07/07/2007 | 1     | 4:55  | Sacramento, Califórnia     | |
| Vitória | 7-0     | Tyson Griffin          | Decisão (unânime)                    | UFC 67: All or Nothing                       | 03/02/2007 | 3     | 5:00  | Las Vegas, Nevada          | Estreia no UFC. Luta da Noite.                                                                                         |
| Vitória | 6-0     | Jim Miller             | Decisão (unânime)                    | RF 14 – Reality Fighting 14                  | 18/11/2006 | 3     | 5:00  | Atlantic City, Nova Jersey | Ganhou o Cinturão Peso Leve do Reality Fighting.                                                                       |
| Vitória | 5-0     | Deividas Taurosevičius | Decisão (unânime)                    | RF 13 – Battle at the Beach                  | 05/08/2006 | 3     | 5:00  | Wildwood, Nova Jersey      | |
| Vitória | 4-0     | Steve Macabe           | Finalização (guilhotina)             | ROC 10 – Ring of Combat 10                   | 14/04/2006 | 1     | 2:37  | Atlantic City, Nova Jersey | |
| Vitória | 3-0     | Jay Isip               | Finalização Técnica (mata-leão)      | SF 2 – SportFighting 2                       | 10/12/2005 | 1     | 3:26  | Hoboken, Nova Jersey       | |
| Vitória | 2-0     | Mark Getto             | Nocaute Técnico (socos)              | ROC 9 – Ring of Combat 9                     | 29/10/2005 | 1     | 4:21  | Asbury Park, Nova Jersey   | |
| Vitória | 1-0     | Eric Uresk             | Nocaute Técnico (socos)              | UCL: Underground Combat League               | 10/07/2005 | 1     | 3:38  | Bronx, Nova York           | |